# X-Beam FC
X-Beam FC ist ein Fußballverein von den Salomonen. Er spielte in der Saison 2013/14 und 2014/15 in der Telekom S-League. Für die Saison 2015/16 erhielt er keine Lizenz.